# Navi nere
Navi nere (黒船?, kuro fune) è il nome dato dai giapponesi tra il XV e il XIX secolo alle navi occidentali ("nere" sia per il colore con cui erano dipinte, sia per il fumo prodotto dai motori a vapore); per antonomasia, però, con tale termine si indicano le quattro navi da guerra statunitensi (Mississippi, Plymouth, Saratoga e Susquehanna) che l'8 luglio del 1853, al comando del commodoro Matthew Perry, si ancorarono nel porto di Uraga, parte dell'attuale città di Yokosuka, all'imboccatura della baia di Tokyo.

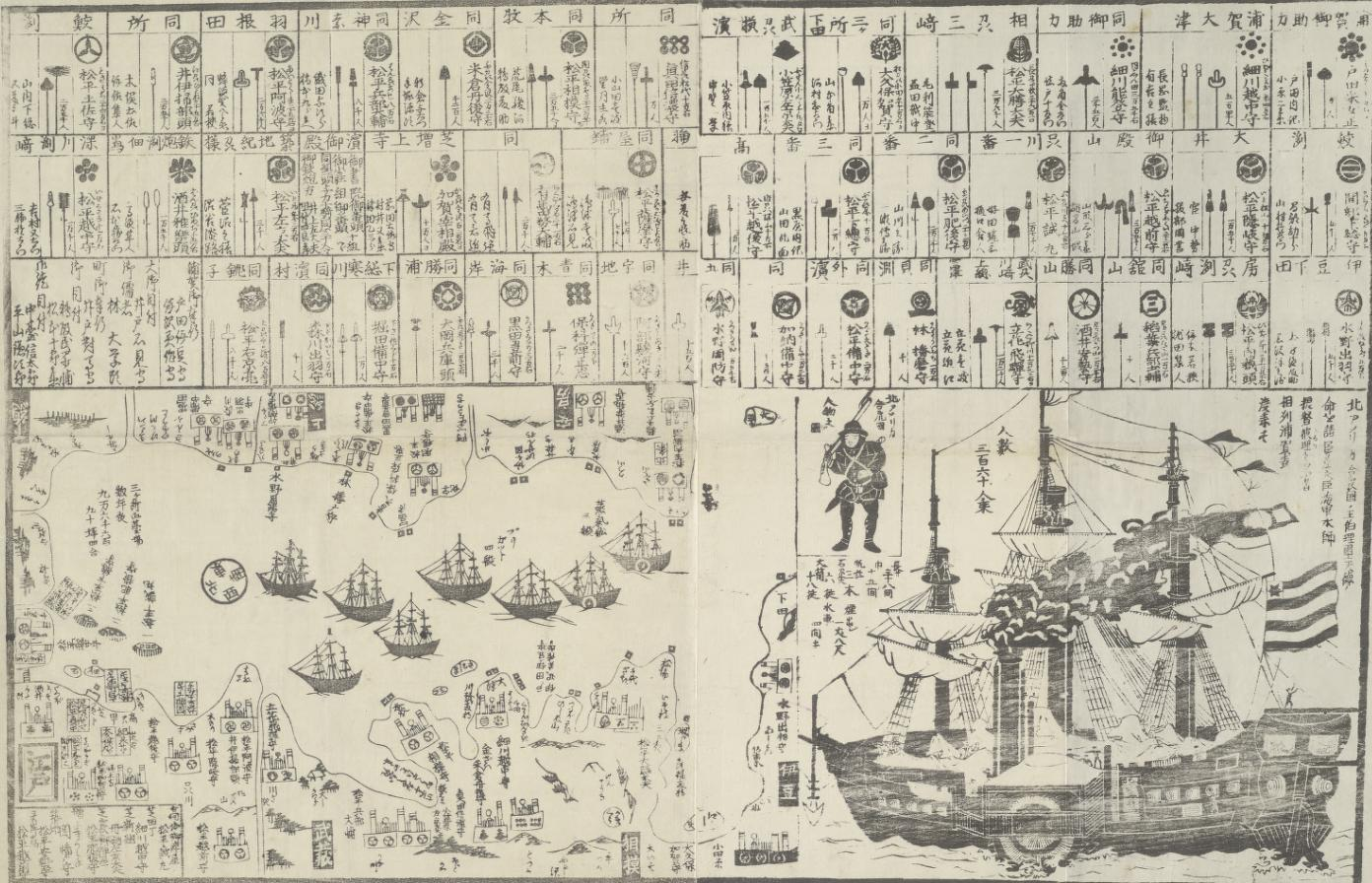
Stampa giapponese del 1854 raffigurante le "navi nere" del commodoro Perry

Le quattro navi costituivano da sole una minaccia imponente al Paese, e si dice che lo shōgun Tokugawa Ieyoshi non abbia retto al colpo, morendone il seguente 27 luglio. L'arrivo delle navi occidentali impose al Giappone l'inizio di un nuovo periodo di apertura e di commercio con l'estero, ponendo fine ad oltre due secoli di auto-isolazionismo.

## Storia

### Contesto
Il motivo della prova di forza, che avrebbe facilmente potuto condurre a una vera e propria guerra, fu prettamente commerciale: da circa duecento anni nel Paese era in vigore il sakoku, un editto che proibiva agli stranieri l'ingresso nel Paese e limitava gli scambi commerciali a Cina e Paesi Bassi, imponendo inoltre che questi avvenissero nel solo porto di Nagasaki.

### Precedenti
Gli statunitensi avevano in realtà già tentato più volte di violare il sakoku; tra il 1797 e il 1809, in particolare, diverse navi commerciali si erano presentate a Nagasaki battendo bandiera olandese, approfittando della chiusura delle rotte commerciali da parte dei Paesi Bassi, impegnati nella guerra contro la Francia, rivoluzionaria prima e napoleonica poi. Nel 1837 Charles W. King, un uomo d'affari statunitense, tentò persino la via del ricatto, entrando nella baia di Tokyo con un mercantile con la scusa di riportare in patria dei marinai giapponesi che erano naufragati qualche anno prima sulle coste dell'Oregon; il piano però fallì, e l'imbarcazione fu ripetutamente attaccata e costretta a riprendere il largo.
Il primo tentativo militare fu effettuato nel 1846 dal comandante James Biddle, che ancorò due navi nella baia di Tokyo, chiedendo un trattato commerciale simile a quello in vigore con la Cina; la risposta dello shogunato fu un secco rifiuto, e per evitare la crisi internazionale Biddle si dovette ritirare. Nel 1848 un simile tentativo fu effettuato dal capitano James Glynn, che si ancorò a Nagasaki chiedendo la liberazione di quindici marinai statunitensi fatti prigionieri dopo il naufragio della baleniera Lagoda, e indifferente alle minacce giapponesi ribatté ventilando l'ipotesi di un intervento militare: il 26 aprile le sue richieste furono accolte e, nella sua relazione al Congresso, raccomandò l'uso della forza, di fatto aprendo la strada all'azione di Perry.

### Apertura delle frontiere

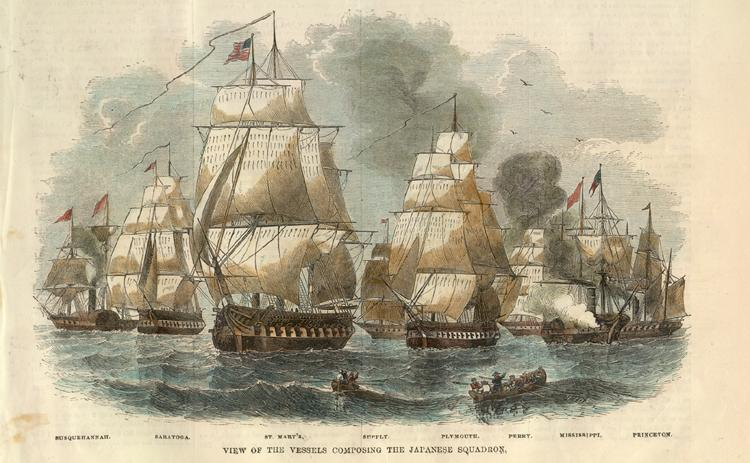
La seconda flotta di Perry, al suo ritorno in Giappone nel 1854.

Perry fece subito intendere che le navi con cui si era presentato non erano motivate da desiderio di ostentazione: rifiutò di levare l'ancora finché non gli fosse stato concesso di sbarcare, forte di una lettera del presidente Millard Fillmore che autorizzava l'uso della forza. Davanti alla concreta possibilità di un bombardamento navale, e incapaci di contrapporsi alle quattro navi con la propria marina, i rappresentanti dello shōgun accettarono loro malgrado di ricevere il commodoro. Perry sbarcò a Kurihama (nel 1937 assorbita nel territorio di Yokosuka), consegnò la richiesta di trattato, e diede allo shōgun un anno di tempo per valutare la proposta.
Nel febbraio del 1854 Perry tornò con il doppio delle navi, lasciando intendere che non avrebbe accettato un rifiuto; non ci fu bisogno di ricorrere alla forza, in quanto il trattato proposto dal nuovo shōgun Tokugawa Iesada accoglieva tutte le richieste del presidente Fillmore. 
Il 31 marzo Perry firmò così la Convenzione di Kanagawa, aprendo di fatto le frontiere del Paese; nei cinque anni successivi Iesada firmò infatti trattati simili con Russia, Francia e Regno Unito.

## Conseguenze
L'episodio delle navi nere rappresentò a lungo un episodio indelebile nella memoria storica giapponese, simbolo dell'imperialismo e del colonialismo, oltre che della superiorità tecnologica occidentale.
Sul piano politico, in molti compresero come l'unico punto debole del trattato fosse nell'autorità che lo aveva firmato; lo shōgun infatti, pur detenendo il controllo politico del Paese, traeva tale legittimazione dal mandato imperiale, e quindi per essere valido il trattato avrebbe dovuto essere firmato dall'Imperatore. Il desiderio di riportare il Giappone alla dignità (percepita) precedente all'umiliazione delle navi nere condusse molti samurai a rinnegare lo shōgun sostenendo che non agisse più nel nome dell'Imperatore.
Il periodo successivo alle navi nere fu un periodo di intensi conflitti intestini e guerra civile, noto come Bakumatsu, e si sarebbe concluso con la fine dello shogunato e il ritorno al potere dell'Imperatore (Restaurazione Meiji). Contrariamente alle aspettative, però, l'Imperatore non rinnegò mai il trattato.